# Questa o quella
Questa o Quella est un air célèbre de l'opéra de Verdi, Rigoletto. C'est un air chanté par le duc de Mantoue (ténor) dans l'acte I. Il est précédé de l'air d'introduction de l'œuvre della mia bella incognita et par l'air Partite?... Crudele, tous deux étant des airs chanté par le duc.

## Texte de l'air et sa traduction
| Questa o quella Questa o quella per me pari sono A quant'altre d'intorno mi vedo Del mio core l'impero non cedo Meglio ad una che ad altra beltà La costoro avvenenza è quel dono Di che il fato ne infiora la vita S'oggi questa mi torna gradita Forse un'altra doman lo sarà. La constanza,tiranna del core, Detestiamo qual morbo crudele Sol chi vuole si serbi fedele; Non v'ha amor se non v'è libertà. De mariti il geloso furore, Degli amanti le smanie derido; Anco d'Argo i cent'occhi disfido Se mi punge una qualche beltà. | Elle ou une autre Elle ou une autre, cela m'est indifférent, J'en vois tant autour de moi. Je ne cède pas plus à l'une qu'à l'autre L'empire de mon cœur Leur beauté est un don Dont le destin enchante notre existence. Si l'une d'elles me plait aujourd'hui Peut être demain sera-ce une autre. Nous détestons la fidélité Ce tyran des cœurs comme la peste Que seul celui qui le désire reste fidèle ; Il n'y a pas d'amour là ou il n'y a pas de liberté Je me ris de la rage jalouse des maris Des fureurs des amants ; Et je défie les cents yeux d'Argus Pour peu que je sois aiguillonné par quelque beauté. |